# Teng Siao-pching
Teng Siao-pching ( výslovnost, čínsky pchin-jinem Dèng Xiǎopíng, znaky zjednodušené 邓小平, tradiční 鄧小平; 22. srpna 1904 Sie-sing – 19. února 1997 Peking) byl čínský komunistický politik a reformátor. I když nezastával formálně úřad prezidenta, byl faktickým vůdcem Čínské lidové republiky od konce 70. až do počátku 90. let 20. století.
Prosazoval strategii „socialistické tržní ekonomiky“ a otevřel Čínu světovému trhu. Převzal zemi zpustošenou kulturní revolucí a dalšími maoistickými politickými experimenty a pomohl ji přeměnit v jednu z nejrychleji rostoucích ekonomik světa. Na druhou stranu byl spoluodpovědný za pokračující potlačování lidských práv, například za brutální potlačení pokojných protestů studentů v roce 1989 a tzv. politiku jednoho dítěte.

## Život
Teng Siao-pching (původním jménem Teng Si-sien) se narodil ve vesnici Pchaj-fang v provincii S’-čchuan (česky: Sečuán,Sečuánsko). Tam také absolvoval základní a střední školu a tam se roce 1919 přihlásil do programu studia spojeného se zaměstnáním ve Francii. V říjnu 1920 jako šestnáctiletý přišel se skupinou dalších mladíků do Marseille a zůstal ve Francii pět let. Vystřídal několik zaměstnání jako pomocný dělník, ale jelikož nedostával finanční pomoc z domova, sotva mu to stačilo na obživu. Pod vlivem starších studentů, mezi nimiž byl i pozdější předseda vlády ČLR Čou En-laj, se začal zajímat o marxismus a v roce 1922 se zapojil do komunistického hnutí. V roce 1924 vstoupil do Komunistické strany Číny, respektive do její odbočky v Evropě. Ta ho začátkem roku 1926 vyslala studovat do Moskvy, kde byl jeho spolužákem i nejstarší Čankajškův syn Chiang Ching-kuo, pozdější prezident na Tchaj-wanu.
Na jaře 1927 se Teng vrátil do Číny, kde se vyhrotily spory KS Číny s jejich spojenci ve straně Kuomintang, které vyústily v občanskou válku, jež skončila vítězstvím komunistické armády na čínské pevnině v roce 1949. Společně s pozdějším maršálem Liou Po-čchengem velel Osmé pochodové armádě a účastnil se bojů proti japonským okupantům (viz druhá čínsko-japonská válka 1937-1945). Jako Liou Po-čchengův politický komisař na konci občanské války byl v čele ozbrojených sil, které v roce 1949 ovládly S’-čchuan a další oblasti jihozápadní Číny.
V roce 1952 byl povolán do Pekingu, kde byl střídavě jmenován do řady vládních funkcí, z nichž nejdůležitější byla místopředseda vlády. O čtyři roky později byl pak povýšen do stálého výboru politického byra ÚV KS Číny, čímž se stal jedním z šesti nejmocnějších mužů Číny. Po vypuknutí tzv. velké proletářské kulturní revoluce v roce 1966 byl Teng Siao-pching obviňován ultralevicovými příznivci, že prosazuje „kapitalistickou cestu“. Byl sesazen a jeho syna Teng Pchu-fanga „rudí gardisté“ vyhodili z okna, čímž mu způsobili ochrnutí dolní poloviny těla. Po tři roky pak Teng Siao-pching musel pracovat jako dělník ve vesnické opravně traktorů v provincii Ťiang-si.
S podporou předsedy vlády Čou En-laje bylo Tengovi povoleno vrátit se do úřadu místopředsedy vlády v roce 1972. Jeho mocenský boj proti ultralevicovým oponentům vyvrcholil v období 1975–1976. Teng byl opět na čas sesazen, ale po zásahu armády a sesazení ultralevicové „bandy čtyř“ se vrátil do úřadu v roce 1977. Na zasedání ÚV KS Číny v roce 1978 pak jeho politická frakce plně ovládla situaci v zemi. Teng si formálně ponechával jen nižší úřady, přesto byl až do konce života považován za nejmocnější osobnost v Číně.